# Marché de Hostafrancs
Le Marché de Hostafrancs est un marché municipal couvert de Barcelone du quartier de Hostafrancs. Œuvre de l'architecte Antoni Rovira i Trias, il a été inauguré en 1888 et a subi plusieurs transformations durant son histoire. Il couvre une surface de 976,36 m². C'est une œuvre de Barcelone protégée comme Bien Culturel d'Intérêt Local.

## Description
Le marché de Hostafrancs est un bâtiment isolé à trois nefs, la centrale la plus large et haute. Le bâtiment a une base de pierre où s'appuient les colonnes de fer. 
Le marché a une surface totale de 3.495 m2 et une surface commerciale de 976 m2.

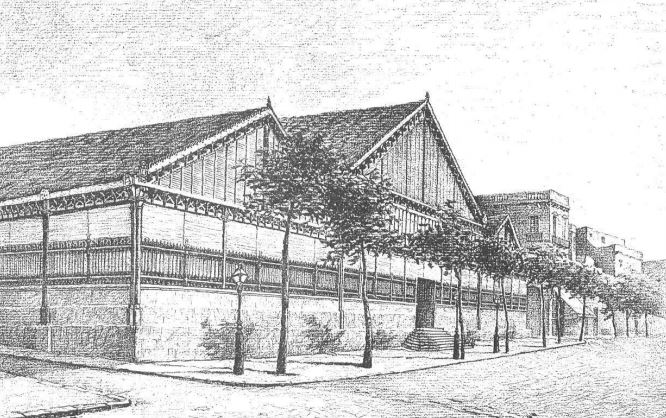
Le marché en 1890

L'architecte a réalisé le marché en même temps que le marché de la Conception en 1888 et les deux bâtiments sont identiques.

## Source de traduction
- (ca) Cet article est partiellement ou en totalité issu de l’article de Wikipédia en catalan intitulé « Mercat d'Hostafrancs » (voir la liste des auteurs).